# Мічуріно (Калінінградська область)
Мічуріно (рос. Мичурино) — селище Краснознаменського району, Калінінградської області Росії. Входить до складу Краснознаменського міського округу.
Населення — 61 особа (2015 рік).

## Населення
| 2002 | 2010 |
| ---- | ---- |
| 52   | ↗61  |